# ریدون
ریدون (به انگلیسی: Raydon) یک روستا و محله مدنی در بریتانیا است که در Babergh واقع شده‌است. ریدون ۵۰۷ نفر جمعیت دارد.